# Стіна плачу

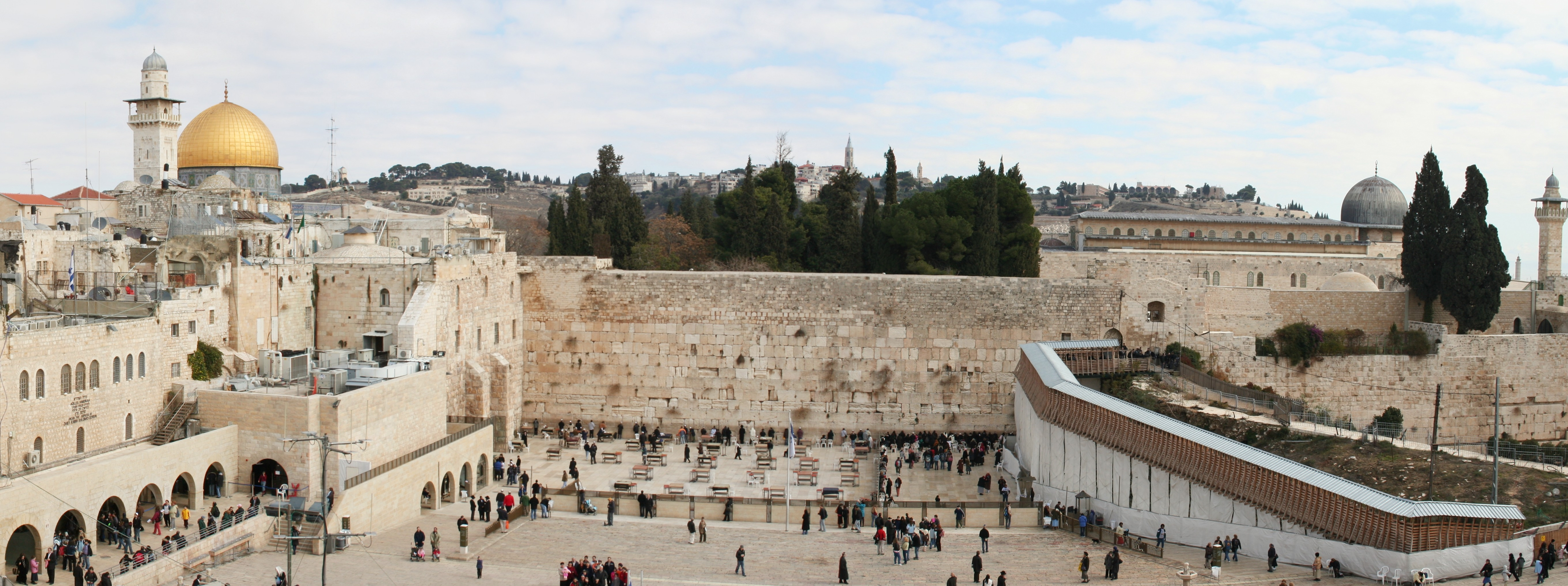
Панорама Стіни плачу з Куполом Скелі (з лівої сторони), моста Муграбі (з правої сторони) на передньому плані мечеті Аль-Акса (з правої сторони) на задньому плані

Стіна́ Пла́чу (від араб. حائط المبكى, кириліз.: Хаїт ель-Мабта), також відома як За́хідна Стіна́, часто скороченого до «Котель»  (від івр. הכותל המערבי, трансліт. Га-Котель га-Маараві) та Стіна́ Бура́ка (від араб. حائط البراق, кириліз.: Хаїт аль-Бурак) — частина стародавньої вапнякової стіни в Старому місті Єрусалиму, яка є частиною підпірної стіни пагорба, відомого юдеям та християнам як Храмова гора, а мусульманам як Аль-Харам аш-Шаріф. Термін та його варіації використовуються, або у вузькому значенні для 55-метрової та 8-метрової ділянок стіни, відведених юдеям для молитви, або в ширшому значенні, для всього 488-метрового західного муру комплексу мечеті аль-Акса. Зі зростанням сіоністського руху на початку 20-го століття стіна стала джерелом міжконфесійних суперечок між єврейською та арабською громадами, останні стурбовані тим, що стіна може бути використана для подальших претензій євреїв на пагорб, а отже, і на Єрусалим.
Основа муру датується кінцем періоду Другого Храму і вважається, що її будівництво було розпочато Іродом Великим. Більша частина стіни прихована у Тунелі Стіни плачу.
Храм був найсвятішою будівлею для юдаїзму. Перший (Соломонів) Храм було збудовано у 10 ст. до н. е. Його зруйнували вавилоняни у 586 р. до н. е.
Другий Храм зруйнували римляни у 70 н. е. році внаслідок Великого юдейського повстання. Другий Храм існував протягом 420 років.
Стіна Плачу є залишком західної частини зовнішнього муру Храму, який перебудував Ірод Великий.

## Етимологія
Вислів «Стіна Плачу» набув широкого поширення в англійській літературі у другій половині 19 століття, як переклад з арабської «Хаїт ель-Мабта». Для юдеїв він вважається принизливим.
В новітній історії використання термінів «Стіна Плачу», «Західна Стіна», «Котел» або «Стіна Бурака» є однією з причин словесної війни під час ізраїльсько-палестинського конфлікту.

## Історія

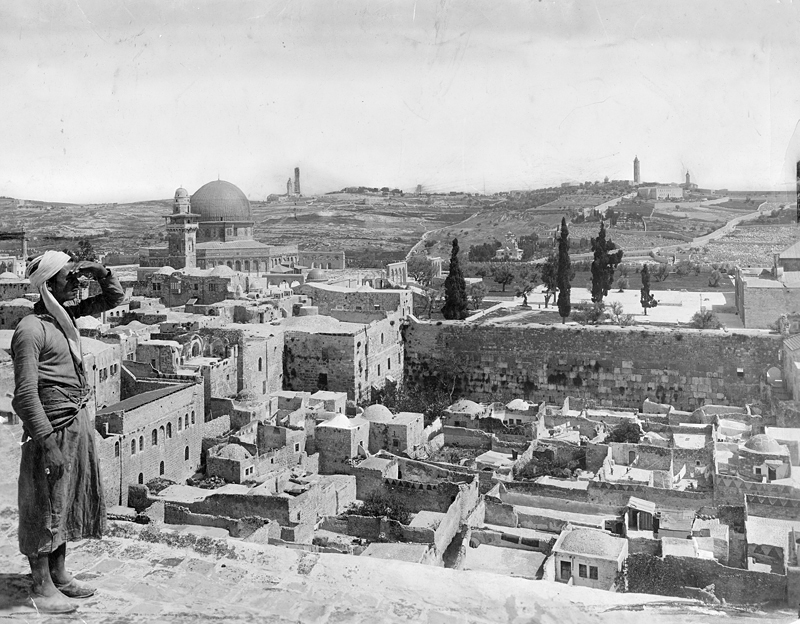
Стіна плачу поруч з Магрибським кварталом у 1917 році, за 50 років до його знесення

Згідно з традицією, той факт, що Західна стіна не була зруйнована, пояснюється такою історією.
Імператор Тітус зібрав чотирьох головних генералів і доручив кожному з них зруйнувати одну з чотирьох сторін зовнішнього муру Храму. Три генерали виконали наказ, а четвертий на ім'я Пангар не зміг зруйнувати західну частину муру.
Імператор викликав Пангара до себе і запитав, чому той не виконав наказ. Останній запевнив, що діяв на славу Риму, пояснивши: якщо б від колишнього величного Святилища не залишилося б жодної згадки, люди б незабаром забули, яким великим був імператор Тітус, що захопив і зруйнував найвеличніший у світі Храм. Залишивши на згадку Західну стіну, Пангар залишив пам'ять про Тітуса.
Імператор погодився, що це була гарна думка, але непокора Пангара не може бути пробачена. Тітус запропонував Пангару зістрибнути з цієї стіни і, у випадку, якщо той уціліє, пообіцяв дарувати йому життя. Генерал виконав волю імператора і загинув.

## Походження назви
В івриті стіна називається Котель (мур) або, рідше, Котель Маараві — Західний Мур. Таку ж назву вона має у більшості мов. Найменування «стіна плачу» — є перекладом однієї з поетичних назв стіни арабською حائط المبكى — «стіна сліз», яке потрапило до російської, а звідти, і до української мови.

## Галерея

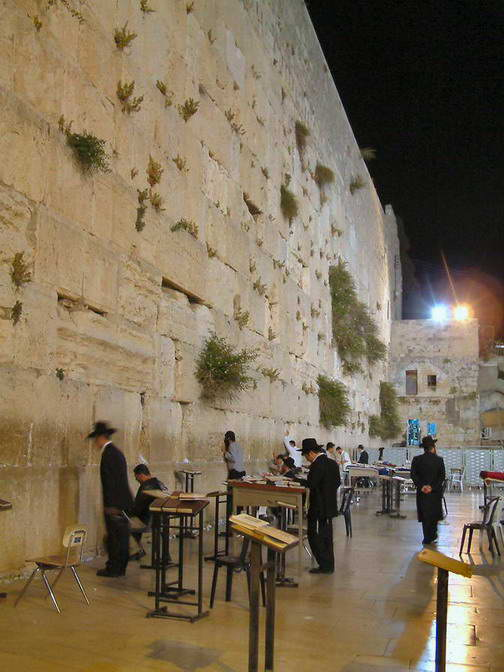
Стіна плачу
- Стіна плачу вночі
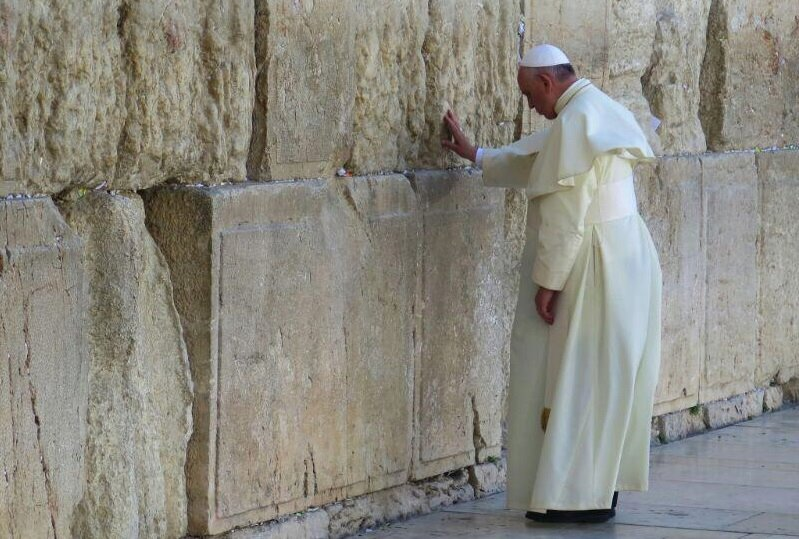
Папа Франциск біля Західного муру
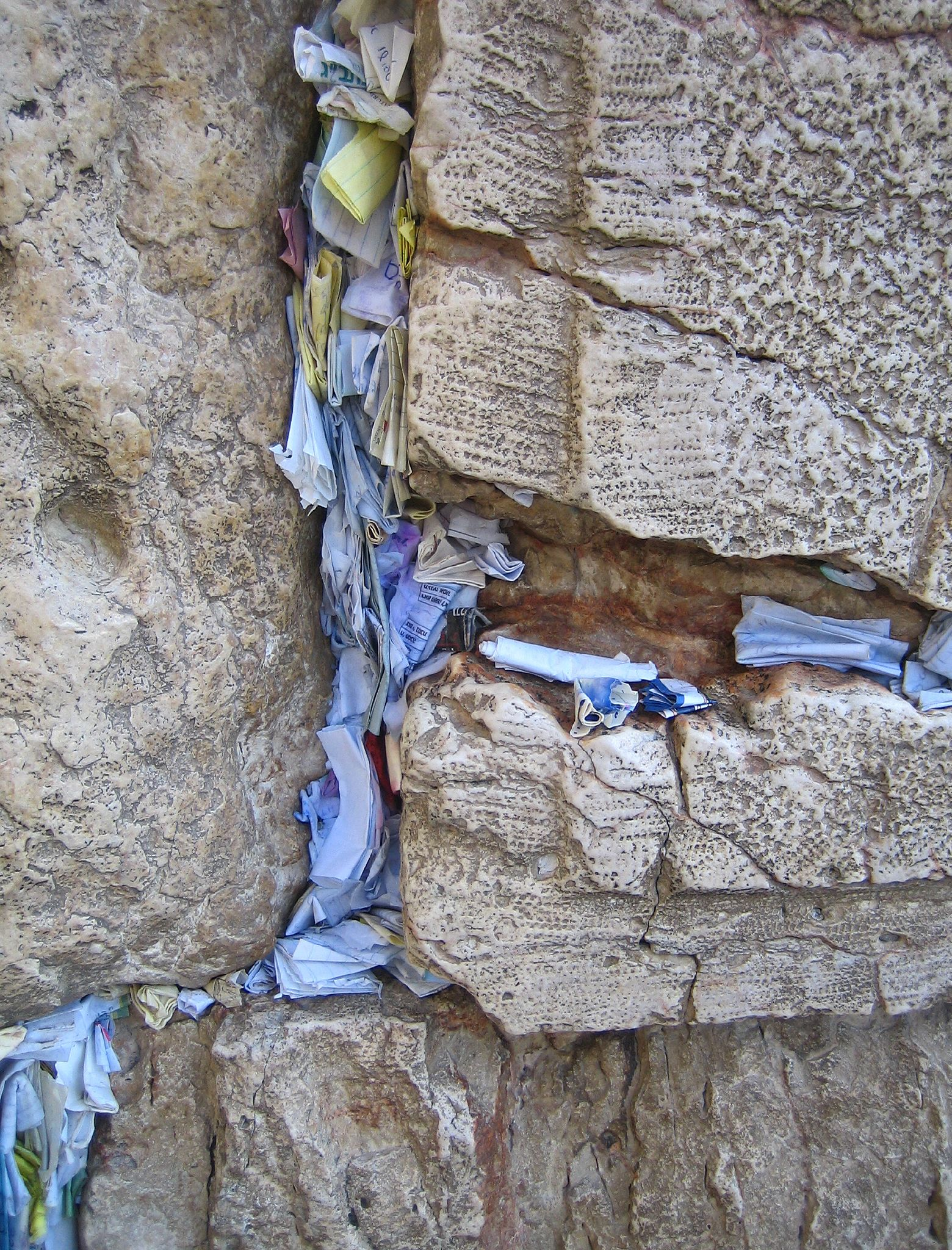
Записки з молитвами у щілинах муру